# Brunettia consobrina
Brunettia consobrina är en tvåvingeart som beskrevs av Duckhouse 1991. Brunettia consobrina ingår i släktet Brunettia och familjen fjärilsmyggor. Inga underarter finns listade i Catalogue of Life.